# Mesophyllum stenopon
Mesophyllum stenopon Athanasiadis, 2007  é o nome botânico  de uma espécie de algas vermelhas  pluricelulares do gênero Mesophyllum, subfamília Melobesioideae.
- São algas marinhas encontradas na Ilha de Guadalupe e Baixa Califórnia.

## Sinonímia
- Não apresenta sinônimos.